# Namibia International
Namibia International sind die offenen internationalen Meisterschaften von Namibia im Badminton. Sie wurden als BWF-Wertungsturnier bisher nur 2011 ausgetragen. Vorgänger dieses international offenen Turniers waren die ebenfalls offenen Namibia Open.

## Sieger
| Jahr | Herreneinzel     | Dameneinzel | Herrendoppel                | Damendoppel                           | Mixed                           |
| ---- | ---------------- | ----------- | --------------------------- | ------------------------------------- | ------------------------------- |
| 2011 | Ali Shahhosseini | Victoria Na | Dorian James Willem Viljoen | Michelle Butler-Emmett Stacey Doubell | Abdelrahman Kashkal Hadia Hosny |